# Coelorinchus occa
Il Coelorinchus occa è un pesce abissale della famiglia Macrouridae.

## Distribuzione e habitat
È presente nell'Oceano Atlantico orientale tra le Isole Fær Øer e le isole del Capo Verde e nella parte occidentale sulle coste degli USA e nel mar dei Caraibi. Segnalato anche nel mar Mediterraneo.
Vive su fondi fangosi a profondità elevate, tra circa 400 ed oltre 2200 metri.

## Descrizione
Ha l'aspetto comune ai Macruridi con testa ed occhi grandi e coda sottilissima priva di pinna caudale. Questa specie ha un muso lungo ed acuto (differenza con Coelorinchus caelorhincus) e può essere confuso con Trachyrhynchus scabrus, che ha capo di aspetto simile, se ne può riconoscere per l'assenza di scaglie spiniformi alla base della seconda pinna dorsale e della pinna anale, perché la seconda dorsale è molto più bassa della pinna anale (in T. scabrus hanno altezza simile) e per la presenza di carene ossee sulla testa.
Il colore è brunastro con ventre scuro e cavità della bocca nera.
Raggiunge al massimo i 50 cm.

## Biologia
Poco nota.

### Alimentazione
Si ciba di invertebrati bentonici (soprattutto crostacei) e di piccoli pesci come i Myctophidae.

## Pesca
Si cattura solo occasionalmente con reti a strascico e non ha alcun valore commerciale.